# Єфрем (Хом'як)
Єфрем (в миру Хом’як Валентин Богданович; 3 лютого 1990 , Вербень, Ровенська область ) — архієрей Православної церкви України, єпископ Васильківський, вікарій Київської єпархії

## Життєпис
Народився в сім’ї робітників.   
1996-2007рр. – навчання у Вербенській ЗОШ І-ІІІ ст. 2007 р. – вступ до Рівненської Духовної семінарії (стаціонар) та Міжнародного економіко-гуманітарного університету ім. С. Дем’янчука на факультет масової комунікації та інформаційних технологій (заочно). З вересня 2009 року зарахований на 3 курс КПБА. У 2011 році закінчив університет та отримав диплом «Бакалавра» за спеціальністю «Журналістська робота у пресі та інформагентствах». Літо 2011 року – вступ до магістратури КПБА
31 серпня 2011 року з благословення Святійшого Патріарха Філарета зарахований послушником Свято-Михайлівського Золотоверхого монастиря м.Києва. 31 грудня 2011 року з благословення священноархімандрита монастиря, Святійшого Патріарха Філарета, з рук намісника монастиря Преосвященійшого єпископа Агапіта (Гуменюка) отримав благословення на рясофор.
15 березня 2012 року намісником монастиря, Преосвященійшим Агапітом, єпископом Вишгородським, пострижений у чернецтво з іменем Єфрем (на честь святого священномученика Єфрема, єпископа Херсонеського).
18 березня 2012 року., у 3-тю неділю Великого посту, Хрестопоклонну, за Божественною Літургією у Михайлівському соборі Свято-Михайлівського Золотоверхого монастиря м. Києва намісником обителі єпископом Вишгородським Агапітом (Гуменюком) рукоположений в сан ієродиякона.
Указом Преосвященійшого єпископа Агапіта (Гуменюка) від 18 березня 2012 року призначений завідуючим канцелярії Михайлівського Золотоверхого монастиря.
19 серпня 2012 року, в неділю 11-ту після П'ятдесятниці у свято Преображення Господнього, намісником Свято-Михайлівського Золотоверхого монастиря Преосвященійшим єпископом Агапітом (Гуменюком) рукоположений у сан ієромонаха.
23 серпня 2012 року успішно склав вступні іспити та був зарахований до аспірантури КПБА.
13 квітня 2015 р. до дня Святої Пасхи у Свято-Михайлівському Золотоверхому соборі Святійшим Патріархом Філаретом нагороджений наперсним хрестом.
4 квітня 2019 року у Вербну неділю за богослужінням у Свято-Михайлівському Золотоверхому соборі Блаженнійшим Митрополитом Епіфанієм піднесений до сану ігумена.
21 березня 2021 року у Свято-Михайлівському Золотоверхому соборі Блаженнійшим Митрополитом Епіфанієм нагороджений хрестом з прикрасами.
20 червня 2021 року у Свято-Михайлівському Золотоверхому соборі Блаженнійшим Митрополитом Епіфанієм зведений у сан архімандрита.

## Єпископське служіння
2 лютого 2023 Синод ПЦУ обрав архімандрита Єфрема (Хом’яка) єпископом Васильківським, вікарієм Київської єпархії.
25 лютого 2023, наприкінці Всенічного бдіння у Свято-Михайлівському Золотоверхому соборі, очоленого Митрополитом Київським і всієї України Епіфанієм, архімандрита Єфрема (Хом’яка) наречено на єпископа Васильківського, вікарія Київської єпархії.
26 лютого 2023 року, у неділю сиропусну, Блаженнійший Митрополит Київський і всієї України Епіфаній очолив Божественну літургію у Свято-Михайлівському Золотоверхому кафедральному соборі, під час якої архімандрита Єфрема (Хом’яка) було рукоположено у сан єпископа Васильківського. Йому співслужили митрополит Вінницький і Барський Симеон (Шостацький), митрополит Переяславський і Вишневський Олександр (Драбинко), митрополит Рівненський і Острозький Іларіон (Процик), митрополит Білоцерківський Євстратій (Зоря), архієпископ Луганський і Старобільський Лаврентій (Мигович), архієпископ Вишгородський Агапіт (Гуменюк), єпископ Запорізький і Мелітопольський Фотій (Давиденко), єпископ Хмельницький і Кам’янець-Подільський Павло (Юристий), єпископ Богородчанський Феогност (Бодоряк), єпископ Чернігівський і Ніжинський Антоній (Фірлей).
21 квітня 2023 року єпископ Єфрем у Михайлівському Золотоверхому монастирі відслужив похорон над  воїнами ЗСУ Олегом Барною та Валерієм Дороховим.